# Pont Calafat-Vidin
Le pont Calafat-Vidin (en bulgare : Мост Видин–Калафат, en roumain : Podul Calafat–Vidin) est un pont routier et ferroviaire entre les villes de Calafat en Roumanie et de Vidin en Bulgarie. Au moment que le pont était mis en service, on l'a donné son nom officiel « Pont de la nouvelle Europe », mais les Bulgares l'appellent simplement « Дунав мост 2 », donc le deuxième pont sur le Danube, le premier pont étant celui entre Ruse (BG) et Giurgiu (RO), à 400km en aval de Vidin.
À sa construction, il est devenu le deuxième pont entre ces deux pays, après le pont de Giurgiu-Roussé. Il a été construit par l'entreprise Fomento de Construcciones y Contratas pour un coût de 282 millions d'€ en sachant qu'une subvention d'un montant de 106 millions d'euros a été accordé par l'Union européenne. Sa construction a duré six ans depuis 2007 et il est ouvert à la circulation depuis le 15 juin 2013, le lendemain de son inauguration,.

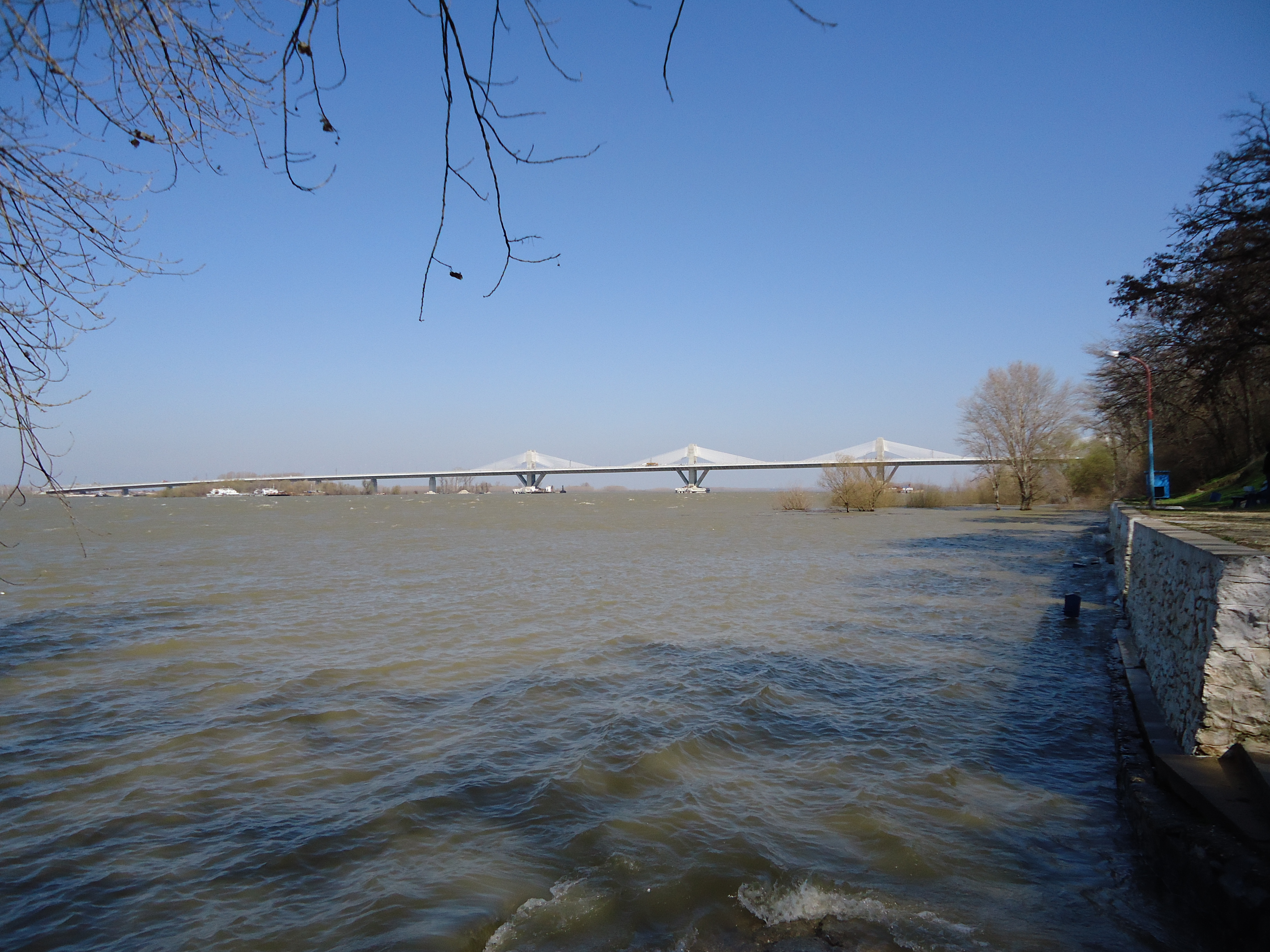
Le Pont Calafat - Vidin, au mois de mars 2013, vu depuis Calafat, rive Roumaine.
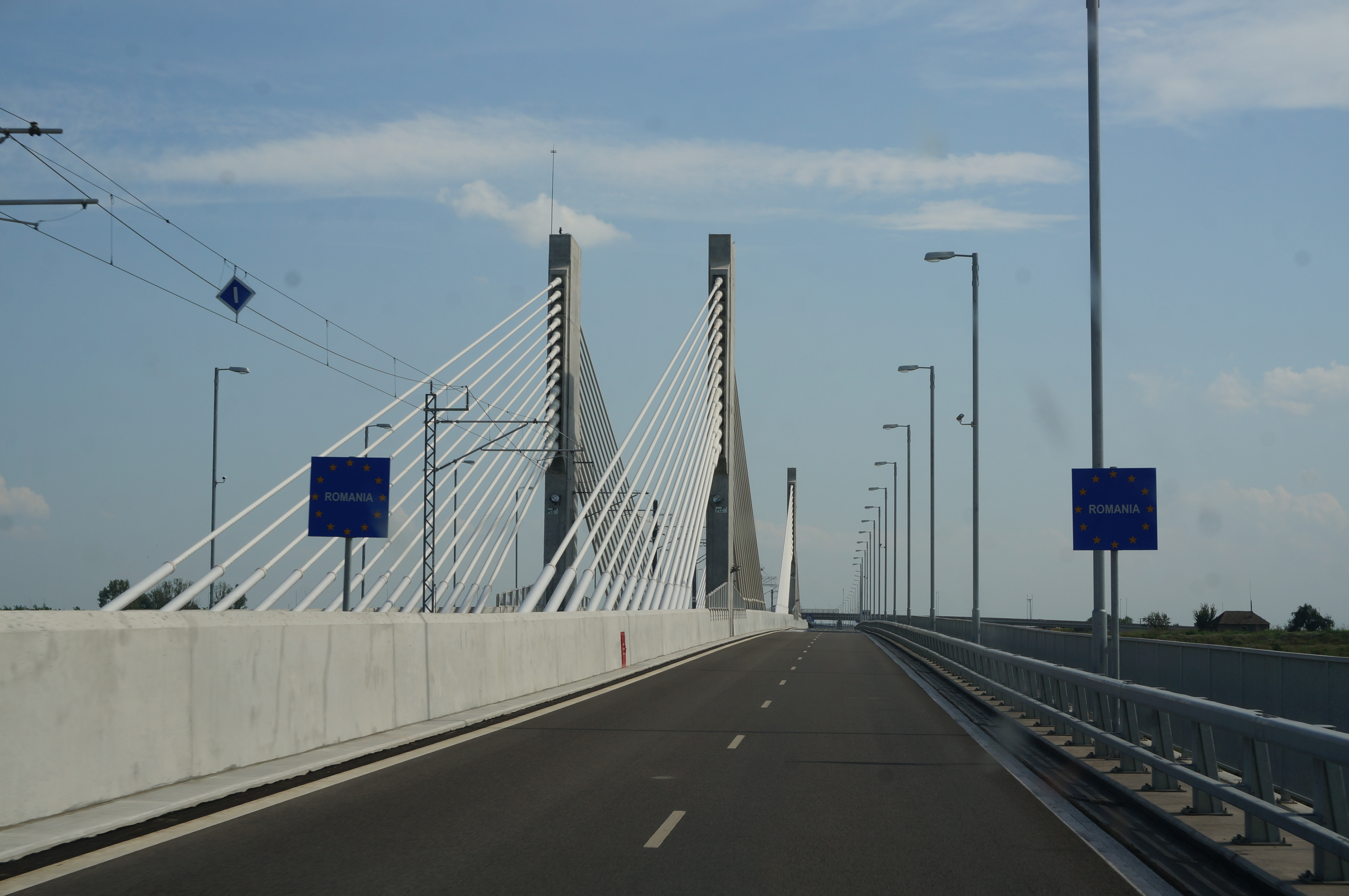
Les haubans du pont et la frontière roumaine.
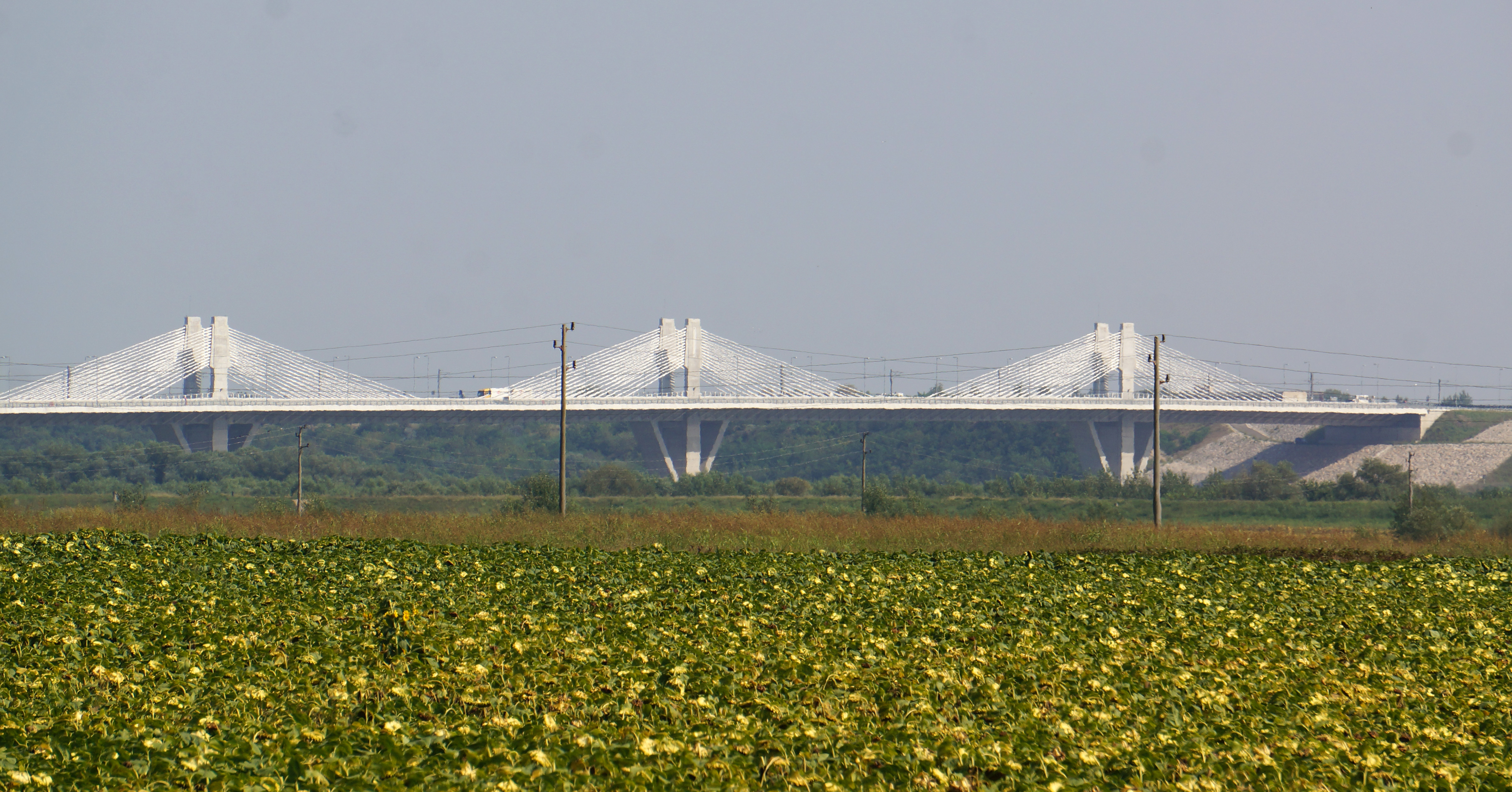
Le pont enjambant le Danube.